# بولامون باهر
بولامون باهر (الاسم العلمي:Polemonium pulcherrimum) هو نوع من النباتات يتبع جنس البولامون من الفصيلة البولامونية.